# 中田政美
中田 政美（なかた まさみ、1901年（明治34年）1月20日 - 1976年（昭和51年）7月15日）は、大正から昭和期の官僚、政治家。衆議院議員、建設事務次官。

## 経歴
鳥取県出身。自作農・中田亀太郎の長男として生まれる。1915年（大正4年）安井尋常高等小学校高等科を卒業。同年4月、日下部村役場戸籍係となる。1920年（大正9年）4月、鳥取県八頭郡書記となり、1921年（大正10年）普通文官試験に合格。1922年（大正11年）6月、徴兵され輜重兵第16連隊に入隊し、同年8月に満期除隊となる。同年9月、簡易保険局書記補に転じ、1923年（大正12年）5月、同書記に任官。同年6月、高文予備試験七条試験に合格。1924年（大正13年）4月、復興局に転じ同属に任官し経理部主計課に配属された。
1928年（昭和3年）9月、中央大学法科を修了し、同年10月、高等試験行政科試験に合格した。以後、兼内務属・地方局勤務、地方事務官・高知県庶務課長、社会局事務官・職業課勤務、厚生事務官・社会局職業課勤務、厚生書記官・失業対策部事業課長、職業局業務課長などを歴任。1942年（昭和17年）10月、陸軍司政官に発令され南方軍軍政総監部付となる。1943年（昭和18年）10月、マライ軍政監部付となり昭南特別市民生部長に就任し終戦を迎えた。
1946年（昭和21年）4月に復員し、同年6月、戦災復興院建築局長に就任した。以後、同特別建設局長、建設院総務局長、建設省総務局長、同監理局長を務め、1950年（昭和25年）3月、建設事務次官に就任。 1951年（昭和26年）10月、公共事業費をめぐる不正事件に関し衆議院行政監察特別委員会に証人喚問された。1952年（昭和27年）7月に退官した。
1952年10月の第25回衆議院議員総選挙で鳥取県全県区から自由党公認で出馬して当選し、衆議院議員に1期在任した。この間、自由党政調会国土部長などを務めた。1953年（昭和28年）4月の第26回総選挙に立候補したが次点で落選した。
その後、住宅宅地審議会長、特殊法人日本勤労者住宅協会理事長、東日本建設業保証社長、同相談役、中央大学理事などを務めた。

## 伝記
- 中田政美追想録刊行会編『中田政美：追想録』中田政美追想録刊行会、1978年。

## 親族
- 妻 中田文子（内務官僚・和田世民長女）[2][6]